# Guds nåd är rik och underbar
Guds nåd är rik och underbar är en sång från 1932 med text och musik av Sidney E. Cox. Den svenska översättningen från 1949 är gjord av Enoch Nordqvist.

## Publicerad i
- Frälsningsarméns sångbok 1968 som nr 290 under rubriken "Jubel och tacksägelse".
- Frälsningsarméns sångbok 1990 som nr 490 under rubriken "Lovsång, tillbedjan och tacksägelse".
- Sångboken 1998 som nr 168 med endast sångens refräng, Guds nåd är underbar.